# العودة سائحا إلى كاليفورنيا (رواية)
العودة سائحاً إلى كاليفورنيا رواية (بيوغرافيا ومذكرات) للدكتور غازي القصيبي، صدرت عن دار الساقي عام 1997م.

## ملخص الكتاب
عبر 62 صفحة روى بأسلوب شيق ذكرياته، وكشف التغييرات الحاصلة في الأمكنة والناس والحياة، ووصف شعوره عندما زار جامعته ومسكنه السابقين.. وقال:
ذهبت بمفردي، أدور في الأماكن القديمة.
المكان: جامعة جنوب كاليفورنيا.
الوقت: قبيل الظهر.
الجامعة شبه فارغة كعادتها في كل جمعة من موسم الصيف.
تمشيت أنوء بوحشة شديدة وكأنني في مدينة أشباح هجرها عشاق الذهب. أتصور أن الطلبة الذين يمرون بي يستغربون هذا الكائن الذي يهيم على غير هدى، ربما ظنوه بروفيسراً شارد الذهن.
لم يتغير المكان كثيراً. المباني كما هي، مع زيادات لا تكاد تذكر. الطالبات كعادتهن. الطلبة كعادتهم. قصص الحب على ما يبدو كعادتها. وأنا أهيم على غير هدى، لم أعد أتحمل وطأة الغربة الخانقة في مكان قضيت سنين من عمري لا أحس فيه بأي غربة. شعرت بأنني جاسوس أو لص أو طفيلي، وهربت دون أن أتلفت.
عدت إلى البيت الذي كنت أسكن فيه.. بقيت في السيارة أتأمله. كان هناك شباك واسع رأيته وضحكت مع ذكرى باسمه.
في هذه الغرفة كان يسكن صديقان عزيزان (هما الآن من وجوه المجتمع)، كان أحدهما لا يستطيع النوم إلا والستائر مرخاة، وكان الآخر لا يستطيع النوم إلا والستائر مفتوحة. وبدأت معركة صامتة بينهما استمرت قرابة سنتين.. يفتح مُحب الضوء الستائر وينام قرير العين. ينهض محب الظلام مذعوراً ويرخي الستائر وينام على الفور. يهُبُّ محب الضوء من مضجعه ويفتح الستائر، وهكذا دواليك. والغريب أن أحداً منهما لم يتحدث مع الآخر عن المشكلة وكأنها أضغاث أحلام.
وعبرت بي مشاهد باسمة كثيرة. الساكن الذي يطارد مديرة المنزل العجوز المستبدة ليقذفها في البركة وشماتتنا بها.
ماكينة الكوكاكولا التي تقذف بانتظام كل يوم سبت في أعماق البركة ذاتها.. والمقالب التي لا تنتهي.
ومررت بمنزل آخر ووقفت تحت شرفة ما.. ورجعت السنين القهقري وتخيلت صاحبة الشرفة.. وعادت لي أصداء من قصائد قديمة كثيرة كتبتها في ظلال الشرفة.
الكتاب يروي قصصًا أخرى عن ديزني لاند وإعجاب غازي القصيبي الشديد بها، حيث وصفها بالمملكة السحرية، وعلاقته مع كثرة الإعلانات وغرائبها في محطات التلفزيون الأمريكية.. وتجربته مع الوقوف الطويل في الطوابير، وزيارته لاستديو يونيفرسال حيث تصنع الأفلام السينمائية..
وقال عن ذلك: تعرفنا على الخدع: العمارة الشاهقة في حقيقتها مجرد واجهة كرتونية لا يقف وراءها شيء. المحيط في واقعه مجرد شريط مائي صغير. المبنى الواحد ينقلب بنكاً ومحكمة وسكناً ومركز شرطة مع كل مشهد جديد.
ومن أجمل ما ورد في كتاب القصيبي تعليقه الطريف على موظف الجوازات الأمريكي الذي أطال النظر في جوازه وقال: الموظف ينقب في أعماق الجواز كما يبحث علماء الآثار عن حلية فرعونية صغيرة ضائعة في الصحراء. وتعليقه على ولع الأمريكيين بتحسين الذات، وزيادة مبيعات الكتب التي تبدأ بكلمة كيف.. وقال: قد أؤلف كتاباً بالإنجليزية عنوانه «كيف تجمع الملايين عن طريق تربية الجمال» وأبيع منه الملايين في أمريكا.

## عن الكاتب
غازي عبد الرحمن القصيبي، (2 مارس 1940 – 15 أغسطس 2010) شاعر وأديب وسفير دبلوماسي ووزير سعودي، قضى في الأحساء سنوات عمره الأولى ثم انتقل بعدها إلى المنامة بالبحرين ليدرس فيها مراحل التعليم، حصل على درجة البكالوريوس من كلية الحقوق في جامعة القاهرة، ثم حصل على درجة الماجستير في العلاقات الدولية من جامعة جنوب كاليفورنيا.